# Los-von-Rom-Bewegung
La Los-von-Rom-Bewegung, che in italiano significa Movimento Via da Roma!, fu un movimento protestante di matrice politica anti-cattolica, sorto in Austria alla fine del XIX secolo.
Sorse nel 1882 a Linz su iniziativa del deputato Georg von Schönerer, capo e principale esponente del movimento pangermanista austriaco, e principali elementi di questo gruppo furono l'anti-liberalismo, l'anticlericalismo e l'antisemitismo. Il movimento infatti, sosteneva la separazione della chiesa austriaca dalla Chiesa cattolica di Roma, e rifiutava qualsiasi intromissione ed influenza da parte di questi nella vita politica ed economica dell'Impero austro-ungarico.
Il movimento, chiaramente ispirato al Kulturkampf avviato nel 1871 nell'Impero tedesco, fu sostenuto dalle congregazioni protestanti austriache, che in un Paese la cui totalità della popolazione era di fede cattolica all'epoca della Controriforma, costituivano una minoranza, e sorsero a partire dal 1781 con l'editto di tolleranza emanato in quell'anno dall'imperatore del Sacro Romano Impero Giuseppe II.